# Tamenus camerunensis
Espèce
Synonymes
- Chelifer camerunensis Tullgren, 1901

Tamenus camerunensis est une espèce de pseudoscorpions de la famille des Atemnidae.

## Distribution
Cette espèce se rencontre au Cameroun, en Guinée équatoriale, au Nigeria et au Ghana.

## Étymologie
Son nom d'espèce, composé de camerun et du suffixe latin -ensis, « qui vit dans, qui habite », lui a été donné en référence au lieu de sa découverte, Cameroun.

## Publication originale
- Tullgren, 1901 : Chelonethi from Camerun in Westafrika collected by Dr. Yngve Sjöstedt. Entomologisk Tidskrift, vol. 22, p. 97-101 (texte intégral).